# Gianfranco Russo
Gianfranco Russo (Piano di Sorrento, 3 aprile 1972) è un attore italiano.

## Biografia
Dal 1995 al 2004 vive negli Stati Uniti, dove per quattro anni studia recitazione presso l'Academy of acting di Stella Adler, a Hollywood.
Nel 1999 recita negli spettacoli teatrali The Sailor di Eugene O'Neill, regia di Greg Adams, in cui è protagonista nel ruolo del marinaio, e Betrayal, regia di Timothy McNeil, nel ruolo di Robert, a cui fanno seguito Escape from Happiness (2000), regia di Michael Sean McGuinness, in cui è tra i protagonisti con il ruolo di Rolly, Something Spanish (2001), regia di Roberto Perez, nel ruolo di Miguel, e Friends like These (2003), regia di Cory Baker, nel ruolo di Giovanni. Nello stesso anno lavora come guest nel tv show di "Orlando Jones" con la regia di Markus Kramer
Nel 2004 è protagonista di due cortometraggi: Jimmy's House of Hugs, regia di Julia Radochia, e A Kiss on the Nose, regia di Laura Neri. Nello stesso anno, tornato in Italia co-produce il tv show "Moda Mare Positano" con Debbie Allen. Poco dopo entra nel cast della soap opera di Canale 5, Vivere, dove fino al 2007 è protagonista nel ruolo di Michele Blasi.
Nel 2010 è protagonista nel ruolo del "The Hero Man" nello spot tv "M Resort Casino di Las Vegas" per gli USA.

## Carriera

### Televisione
- Vivere, registi vari - Soap opera - Canale 5  (2004-2007) - Ruolo: Michele Blasi
- Empire, regia di John Gray e Kim Manners - Miniserie TV - ABC  (2005)
- Orlando Jones Show, regia di Markus Kramer [Guest] (2005)

### Cortometraggi
- Jimmy's House of Hugs, regia di Julia Radochia (2004) - Ruolo: Jimmy
- A Kiss on the Nose, regia di Laura Neri (2004) - Ruolo: Romano

### Spot pubblicitari
- Pepsi Cola (2001) - America Latina
- Tamoil, regia di Gabriele Salvatores (2004-2005) - Protagonista - Ruolo: Michele
- M Resort Casino Las Vegas regia Kurt Rauf (2010) - Protagonista - Ruolo: The Hero Man